# Garbaya II
Garbaya II (Garbaya Salamoun) est un village de la commune de Galim-Tignère situé dans la région de l'Adamaoua et le département du Faro-et-Déo, à proximité de la frontière avec le Nigeria.

## Population
En 1971, ce village comptait 561 habitants, principalement Foulbe..
Lors du recensement de 2005, le village était habité par 872 personnes, 425 de sexe masculin et 447 de sexe féminin.